# Fausto Cercignani
Fausto Cercignani (ur. 21 marca 1941 w Cagliari) – włoski uczony, eseista i poeta.

## Działalność
Fausto Cercignani uczył historii języka angielskiego, filologii germańskiej i niemieckiej literatury na uniwersytetach w Bergamo (1971–1974), Parmie (1974–1975), Pizie (1975–1983) i w Mediolanie (1983–2011).

### Historia języka angielskiego
W dziedzinie studiów angielskiego Cercignani jest dobrze znany przez swoje badania nad Szekspirem. Jego artykuły o angielskiej wymowie w czasach Szekspira (opublikowane w „Studia Neophilologica”, „English Studies” i innych akademickich dziennikach) wyprzedzają jego główną pracę: Shakespeare's Works and Elizabethan Pronunciation (Oxford, 1981).

### Filologia germańska
Na polu studiów germańskich Cercignani prowadził badania na temat języka pragermańskiego, gockiego, staroangielskiego i niemieckiego.
Wybrane prace:
- The Consonants of German: Synchrony and Diachrony. Milano, Cisalpino, 1979.
- The Development of the Gothic Short/Lax Subsystem, in “Zeitschrift für vergleichende Sprachforschung”, 93/2, 1979, 272-278.
- Early «Umlaut» Phenomena in the Germanic Languages, in “Language”, 56/1, 1980, 126-136.
- Zum hochdeutschen Konsonantismus. Phonologische Analyse und phonologischer Wandel, in “Beiträge zur Geschichte der deutschen Sprache und Literatur”, 105/1, 1983, 1-13.
- The Development of */k/ and */sk/ in Old English, in “Journal of English and Germanic Philology”, 82/3, 1983, 313-323.
- The Elaboration of the Gothic Alphabet and Orthography, in “Indogermanische Forschungen”, 93, 1988, 168-185.
- Saggi linguistici e filologici. Germanico, gotico, inglese e tedesco, Alessandria, Edizioni dell'Orso, 1992.

### Krytyka literacka
Cercignani opublikował książki i eseje na temat różnych dobrze znanych autorów, takich jak: Jens Peter Jacobsen, Georg Trakl, Georg Büchner, Arthur Schnitzler, Johann Wolfgang von Goethe, Gotthold Ephraim Lessing, Hugo von Hofmannsthal, Rainer Maria Rilke, Alban Berg, E.T.A. Hoffmann, Robert Musil, Novalis, Joseph Roth, Franz Kafka, Thomas Mann, Friedrich Schiller czy Christa Wolf.

#### Książki
Wybrane prace:
- F. Cercignani, Existenz und Heldentum bei Christa Wolf. «Der geteilte Himmel» und «Kassandra», Würzburg, Königshausen & Neumann, 1988.
- F. Cercignani, Memoria e reminiscenze. Nietzsche, Büchner, Hölderlin e i poemetti in prosa di Trakl, Torino, Genesi Editrice, 1989.
- F. Cercignani, Studia trakliana. Georg Trakl 1887-1987, Milano, Cisalpino, 1989.
- F. Cercignani, Studia büchneriana. Georg Büchner 1988, Milano, Cisalpino, 1990.
- F. Cercignani, Studia schnitzleriana (Arthur Schnitzler 1991), Alessandria, Edizioni dell'Orso, 1991.
- F. Cercignani - E. Mariano, Vincenzo Errante. La traduzione di poesia ieri e oggi, Milano, Cisalpino, 1993.
- F. Cercignani, Novalis, Milano, CUEM, 2002.

#### Eseje
Wybrane prace:
- Dunkel, Grün und Paradies. Karl Krolows lyrische Anfänge in «Hochgelobtes gutes Leben», in “Germanisch-Romanische Monatsschrift”, 36/1, 1986, 59-78.
- Zwischen irdischem Nichts und machtlosem Himmel. Karl Krolows «Gedichte» 1948: Enttäuschung und Verwirrung, in “Literaturwissenschaftliches Jahrbuch”, 27, 1986, 197-217.
- Il «Faust» goethiano. Forma e sostanza, in F. Cercignani and E. Ganni (ed.), Il «Faust» di Goethe. Antologia critica, Milano, Led, 1993, 21-38.
- «Nathan il saggio» e il Settecento tedesco, in “ACME”, 47/1, 1994, 107-124.
- Sul «Wozzeck» di Alban Berg, in Studia austriaca V, Milano, Edizioni Minute, 1997, 169-190.
- E.T.A. Hoffmann, Italien und die romantische Auffassung der Musik, in S. M. Moraldo (ed.), Das Land der Sehnsucht. E.T.A. Hoffmann und Italien, Heidelberg, Winter, 2002, 191-201.
- Per una rilettura di «Salomè». Il dramma di Oscar Wilde e il libretto di Richard Strauss, in Studia theodisca IX, Milano, CUEM, 2002, 171-192.
- Georg Büchner. Empatia e prospettivismo, in P. Chiarini (ed.), Il cacciatore di silenzi. Studi dedicati a Ferruccio Masini, vol. II, Roma, Istituto Italiano di Studi Germanici, 2003, 237-258.
- Poesia filosofica o filosofia poetica? Con alcune osservazioni su Schiller, in A. Costazza (ed.), La poesia filosofica, Milano, Cisalpino, 2007, 163-170.
- Inganno e autoinganno. Il campagnolo di Kafka, in Studia austriaca XVIII, Milano, PGreco, 2010, 51-64.
- Hofmannsthal fra teatro e filosofia. Con particolare riguardo a «L’uomo difficile», in A. Costazza (ed.), La filosofia a teatro, Milano, Cisalpino, 2010, 369-385.

### Poezja
Cała praca nad poezją Cercignaniego jest obecnie w całości zawarta w pozycji: Scritture. Poesie edite e inedite, Torino 2015.
Fausto Cercignani także eksperymentował z przekładem swojej własnej poezji.

### Opowiadania
- Pięć Kobiet (e-book), 2013.

## Nagrody
- Austriacki Krzyż Honorowy I Klasy za Zasługi w Dziedzinie Nauki i Sztuki, 1996